# Михновка (Хмельницкая область)
Михновка (укр. Михнівка) — село в Теофипольском районе Хмельницкой области Украины.
Население по переписи 2001 года составляло 723 человека. Почтовый индекс — 30608. Телефонный код — 3844. Занимает площадь 1,495 км². Код КОАТУУ — 6824783601.

## Местный совет
30641, Хмельницкая обл., Теофипольский р-н, с. Михновка